# 李齐
李齐（1301年—1353年），字公平，祁州蒲阴（今河北省安国市）人，元朝政治人物。

## 生平
元统元年（1333年）李齐中左榜状元。担任河南淮西廉访司事、高邮府知事。至正十年（1350年），盗贼突然闯入府驿站，掠十二匹马而走。李齐奋起追杀之。至正十一年（1351年），州民秦观保造兵仗武器，想要进行抢劫掠夺。被李齐抓获诛杀。至正十三年（1353年），张士诚作乱破泰州城。河南行省派李齐去招安，被张士诚扣压。张士诚军攻破高邮，他被杀害。

## 延伸阅读
[在维基数据编辑]
 《元史·卷194》，出自宋濂《元史》